# Mao (Incio)
Mao (llamada oficialmente San Salvador do Mao) es una parroquia española del municipio de Incio, en la provincia de Lugo, Galicia.

## Otras denominaciones
La parroquia también es conocida por los nombres de El Salvador de Mao, O Salvador de Mao y San Salvador de Mao.

## Límites
Limita con las parroquias de Freixo al norte, San Cristóbal de Lóuzara al este, Villarjuán, Foilebar y San Román de Mao al sur, y Santa María de Mao al oeste.

## Organización territorial
La parroquia está formada por catorce entidades de población, constando doce de ellas en el nomenclátor del Instituto Nacional de Estadística español:

### Entidades de población
Entidades de población que forman parte de la parroquia:
- Arruxo
- Balbón (Valbón)
- Castiñeira (A Castiñeira)
- Cereixido
- Cortiñas (As Cortiñas)
- Pacios
- Pedrouzos
- Piornedo
- Queixade
- San Salvador
- Teixeira
- Vilamor

### Despoblados
Despoblados que forman parte de la parroquia:
- Currais (Os Currais)
- Veigas (As Veigas)

## Demografía
| Gráfica de evolución demográfica de Mao entre 2000 y 2020 |
|                                                           |
| Datos según el nomenclátor publicado por el INE.          |